# Bates Motel (Fernsehserie)/Episodenliste

Logo zur Serie

Diese Episodenliste enthält alle Episoden der US-amerikanischen Thrillerserie Bates Motel, sortiert nach der US-amerikanischen Erstausstrahlung. Die Fernsehserie umfasst fünf Staffeln mit 50 Episoden.

## Übersicht
| Staffel | Episodenanzahl | Erstausstrahlung USA | Erstausstrahlung USA | Deutschsprachige Erstausstrahlung | Deutschsprachige Erstausstrahlung |
| Staffel | Episodenanzahl | Staffelpremiere      | Staffelfinale        | Staffelpremiere                   | Staffelfinale                     |
| ------- | -------------- | -------------------- | -------------------- | --------------------------------- | --------------------------------- |
| 1       | 10             | 18. März 2013        | 20. Mai 2013         | 11. September 2013                | 9. Oktober 2013                   |
| 2       | 10             | 3. März 2014         | 5. Mai 2014          | 3. September 2014                 | 1. Oktober 2014                   |
| 3       | 10             | 9. März 2015         | 11. Mai 2015         | 7. Juli 2015                      | 4. August 2015                    |
| 4       | 10             | 7. März 2016         | 16. Mai 2016         | 6. September 2016                 | 20. September 2016                |
| 5       | 10             | 20. Februar 2017     | 24. April 2017       | 18. Juli 2017                     | 15. August 2017                   |

## Staffel 1
Die Erstausstrahlung der ersten Staffel war vom 18. März bis zum 20. Mai 2013 auf dem US-amerikanischen Kabelsender A&E zu sehen. Die deutschsprachige Erstausstrahlung sendete der deutsche Pay-TV-Sender Universal Channel vom 11. September bis zum 9. Oktober 2013.
| Nr. (ges.) | Nr. (St.) | Deutscher Titel                 | Originaltitel                 | Erstausstrahlung USA | Deutschsprachige Erstausstrahlung (D) | Regie          | Drehbuch                                                                          | Quoten (USA) |
| ---------- | --------- | ------------------------------- | ----------------------------- | -------------------- | ------------------------------------- | -------------- | --------------------------------------------------------------------------------- | ------------ |
| 1          | 1         | Erst der Traum, dann der Tod    | First You Dream, Then You Die | 18. März 2013        | 11. Sep. 2013                         | Tucker Gates   | Kerry Ehrin & Anthony Cipriano Idee: Carlton Cuse, Kerry Ehrin & Anthony Cipriano | 3,04 Mio.    |
| 2          | 2         | Nette Stadt, Norma…             | Nice Town You Picked, Norma…  | 25. März 2013        | 11. Sep. 2013                         | Tucker Gates   | Kerry Ehrin                                                                       | 2,84 Mio.    |
| 3          | 3         | Was stimmt nicht mit Norman?    | What’s Wrong With Norman      | 1. Apr. 2013         | 18. Sep. 2013                         | Paul Edwards   | Jeff Wadlow                                                                       | 2,82 Mio.    |
| 4          | 4         | Sie können mir vertrauen        | Trust Me                      | 8. Apr. 2013         | 18. Sep. 2013                         | Johan Renck    | Kerry Ehrin                                                                       | 2,30 Mio.    |
| 5          | 5         | Noch bevor die Hoffnung stirbt  | Ocean View                    | 15. Apr. 2013        | 25. Sep. 2013                         | David Straiton | Jeff Wadlow                                                                       | 2,66 Mio.    |
| 6          | 6         | Doch in Wahrheit …              | The Truth                     | 22. Apr. 2013        | 25. Sep. 2013                         | Tucker Gates   | Carlton Cuse & Kerry Ehrin                                                        | 2,93 Mio.    |
| 7          | 7         | Der Mann in Zimmer 9            | The Man in Number 9           | 29. Apr. 2013        | 2. Okt. 2013                          | SJ Clarkson    | Kerry Ehrin                                                                       | 2,99 Mio.    |
| 8          | 8         | Ein Junge und sein Hund         | A Boy and His Dog             | 6. Mai 2013          | 2. Okt. 2013                          | Ed Bianchi     | Bill Balas                                                                        | 2,71 Mio.    |
| 9          | 9         | Eine Frau und ihre Verzweiflung | Underwater                    | 13. Mai 2013         | 9. Okt. 2013                          | Tucker Gates   | Carlton Cuse & Kerry Ehrin                                                        | 2,48 Mio.    |
| 10         | 10        | Mitternacht                     | Midnight                      | 20. Mai 2013         | 9. Okt. 2013                          | Tucker Gates   | Carlton Cuse & Kerry Ehrin                                                        | 2,70 Mio.    |

## Staffel 2
Die Erstausstrahlung der zweiten Staffel war vom 3. März bis zum 5. Mai 2014 auf dem US-amerikanischen Kabelsender A&E zu sehen. Die deutschsprachige Erstausstrahlung sendete der deutsche Pay-TV-Sender Universal Channel vom 3. September bis zum 1. Oktober 2014.
| Nr. (ges.) | Nr. (St.) | Deutscher Titel                 | Originaltitel          | Erstausstrahlung USA | Deutschsprachige Erstausstrahlung (D) | Regie              | Drehbuch                     | Quoten (USA) |
| ---------- | --------- | ------------------------------- | ---------------------- | -------------------- | ------------------------------------- | ------------------ | ---------------------------- | ------------ |
| 11         | 1         | Vergangen, aber nicht vergessen | Gone But Not Forgotten | 3. März 2014         | 3. Sep. 2014                          | Tucker Gates       | Carlton Cuse & Kerry Ehrin   | 3,07 Mio.    |
| 12         | 2         | Im Schatten des Zweifels        | Shadow of a Doubt      | 10. März 2014        | 3. Sep. 2014                          | Tucker Gates       | Kerry Ehrin                  | 2,22 Mio.    |
| 13         | 3         | Bruder Caleb                    | Caleb                  | 17. März 2014        | 10. Sep. 2014                         | Lodge Kerrigan     | Alexandra Cunningham         | 1,85 Mio.    |
| 14         | 4         | Nicht ganz er selbst            | Check-Out              | 24. März 2014        | 10. Sep. 2014                         | John David Coles   | Liz Tigelaar                 | 2,23 Mio.    |
| 15         | 5         | Gewalt ist eine Lösung          | The Escape Artist      | 31. März 2014        | 17. Sep. 2014                         | Christopher Nelson | Nikki Toscano                | 2,27 Mio.    |
| 16         | 6         | Der andere Norman               | Plunge                 | 7. Apr. 2014         | 17. Sep. 2014                         | Ed Bianchi         | Kerry Ehrin                  | 2,24 Mio.    |
| 17         | 7         | Normas Schweigen                | Presumed Innocent      | 14. Apr. 2014        | 24. Sep. 2014                         | Roxann Dawson      | Alexandra Cunningham         | 2,44 Mio.    |
| 18         | 8         | Stadt der verlorenen Kinder     | Meltdown               | 21. Apr. 2014        | 24. Sep. 2014                         | Ed Bianchi         | Liz Tigelaar & Nikki Toscano | 2,10 Mio.    |
| 19         | 9         | Wirklich frei ist niemand       | The Box                | 28. Apr. 2014        | 1. Okt. 2014                          | Tucker Gates       | Carlton Cuse & Kerry Ehrin   | 2,25 Mio.    |
| 20         | 10        | Die Wahrheit geht zu Ende       | The Immutable Truth    | 5. Mai 2014          | 1. Okt. 2014                          | Tucker Gates       | Kerry Ehrin & Carlton Cuse   | 2,30 Mio.    |

## Staffel 3
Die Erstausstrahlung der dritten Staffel war vom 9. März bis zum 11. Mai 2015 auf dem US-amerikanischen Kabelsender A&E zu sehen. Die deutschsprachige Erstausstrahlung sendete der deutsche Pay-TV-Sender Universal Channel vom 7. Juli bis zum 4. August 2015.
| Nr. (ges.) | Nr. (St.) | Deutscher Titel  | Originaltitel         | Erstausstrahlung USA | Deutschsprachige Erstausstrahlung (D) | Regie              | Drehbuch                                    | Quoten (USA) |
| ---------- | --------- | ---------------- | --------------------- | -------------------- | ------------------------------------- | ------------------ | ------------------------------------------- | ------------ |
| 21         | 1         | Stimmungswechsel | A Death in the Family | 9. März 2015         | 7. Juli 2015                          | Tucker Gates       | Carlton Cuse & Kerry Ehrin                  | 2,14 Mio.    |
| 22         | 2         | Sein erstes Date | The Arcanum Club      | 16. März 2015        | 7. Juli 2015                          | Tucker Gates       | Kerry Ehrin                                 | 1,91 Mio.    |
| 23         | 3         | Letzte Worte     | Persuasion            | 23. März 2015        | 14. Juli 2015                         | Tim Southam        | Steve Kornacki & Alyson Evans               | 1,92 Mio.    |
| 24         | 4         | Der Code         | Unbreak-Able          | 30. März 2015        | 14. Juli 2015                         | Christopher Nelson | Erica Lipez                                 | 1,71 Mio.    |
| 25         | 5         | Der Handel       | The Deal              | 6. Apr. 2015         | 21. Juli 2015                         | Nestor Carbonell   | Scott Kosar                                 | 1,76 Mio.    |
| 26         | 6         | Norma Louise     | Norma Louise          | 13. Apr. 2015        | 21. Juli 2015                         | Phil Abraham       | Kerry Ehrin                                 | 1,69 Mio.    |
| 27         | 7         | Ein offenes Haus | The Last Supper       | 20. Apr. 2015        | 28. Juli 2015                         | Ed Bianchi         | Philip Buiser                               | 1,69 Mio.    |
| 28         | 8         | Die Grube        | The Pit               | 27. Apr. 2015        | 28. Juli 2015                         | Roxann Dawson      | Bill Balas                                  | 1,76 Mio.    |
| 29         | 9         | Durchgedreht     | Crazy                 | 4. Mai 2015          | 4. Aug. 2015                          | Tucker Gates       | Steve Kornacki, Alyson Evans & Torrey Speer | 1,73 Mio.    |
| 30         | 10        | Psycho           | Unconscious           | 11. Mai 2015         | 4. Aug. 2015                          | Tucker Gates       | Carlton Cuse & Kerry Ehrin                  | 1,67 Mio.    |

## Staffel 4
Die vierte Staffel war vom 7. März bis zum 16. Mai 2016 auf dem US-amerikanischen Kabelsender A&E zu sehen. Die deutschsprachige Erstausstrahlung sendete der deutsche Pay-TV-Sender Universal Channel vom 6. September bis zum 20. September 2016.
| Nr. (ges.) | Nr. (St.) | Deutscher Titel                | Originaltitel                  | Erstausstrahlung USA | Deutschsprachige Erstausstrahlung (D) | Regie              | Drehbuch                      | Quoten (USA) |
| ---------- | --------- | ------------------------------ | ------------------------------ | -------------------- | ------------------------------------- | ------------------ | ----------------------------- | ------------ |
| 31         | 1         | Atemlos                        | A Danger to Himself and Others | 7. März 2016         | 6. Sep. 2016                          | Tucker Gates       | Carlton Cuse & Kerry Ehrin    | 1,55 Mio.    |
| 32         | 2         | Gute Nacht, Mutter             | Goodnight, Mother              | 14. März 2016        | 6. Sep. 2016                          | Tim Southam        | Kerry Ehrin & Torrey Speer    | 1,45 Mio.    |
| 33         | 3         | Bis dass der Tod euch scheidet | Til Death Do You Part          | 21. März 2016        | 6. Sep. 2016                          | Phil Abraham       | Steve Kornacki & Alyson Evans | 1,46 Mio.    |
| 34         | 4         | Gewissensbisse                 | Lights of Winter               | 28. März 2016        | 13. Sep. 2016                         | T.J. Scott         | Tom Szentgyorgyi              | 1,52 Mio.    |
| 35         | 5         | Brüche                         | Refraction                     | 11. Apr. 2016        | 13. Sep. 2016                         | Sarah Boyd         | Erica Lipez                   | 1,42 Mio.    |
| 36         | 6         | Tiefe Wunden                   | The Vault                      | 18. Apr. 2016        | 13. Sep. 2016                         | Olatunde Osunsanmi | Scott Kosar                   | 1,33 Mio.    |
| 37         | 7         | Heimweh                        | There’s No Place Like Home     | 25. Apr. 2016        | 20. Sep. 2016                         | Nestor Carbonell   | Philip Buiser                 | 1,35 Mio.    |
| 38         | 8         | Eifersucht                     | Unfaithful                     | 2. Mai 2016          | 20. Sep. 2016                         | Stephen Surjik     | Freddie Highmore              | 1,52 Mio.    |
| 39         | 9         | Für immer und ewig             | Forever                        | 9. Mai 2016          | 20. Sep. 2016                         | Tim Southam        | Carlton Cuse & Kerry Ehrin    | 1,41 Mio.    |
| 40         | 10        | Norman                         | Norman                         | 16. Mai 2016         | 20. Sep. 2016                         | Tucker Gates       | Kerry Ehrin                   | 1,50 Mio.    |

## Staffel 5
Zusammen mit der vierten Staffel verlängerte A&E im Juni 2015 die Serie um eine fünfte und letzte Staffel mit weiteren zehn Episoden.
| Nr. (ges.) | Nr. (St.) | Deutscher Titel       | Originaltitel                | Erstausstrahlung USA | Deutschsprachige Erstausstrahlung (D) | Regie              | Drehbuch                      | Quoten (USA) |
| ---------- | --------- | --------------------- | ---------------------------- | -------------------- | ------------------------------------- | ------------------ | ----------------------------- | ------------ |
| 41         | 1         | Die Neue im Ort       | Dark Paradise                | 20. Feb. 2017        | 18. Juli 2017                         | Tucker Gates       | Kerry Ehrin                   | 1,34 Mio.    |
| 42         | 2         | Zwei werden Eins      | The Convergence of the Twain | 27. Feb. 2017        | 18. Juli 2017                         | Sarah Boyd         | Alyson Evans & Steve Kornacki | 1,28 Mio.    |
| 43         | 3         | Böses Blut            | Bad Blood                    | 6. März 2017         | 25. Juli 2017                         | Sarah Boyd         | Tom Szentgyorgyi              | 1,28 Mio.    |
| 44         | 4         | Verborgen             | Hidden                       | 13. März 2017        | 25. Juli 2017                         | Max Thieriot       | Torrey Speer                  | 1,24 Mio.    |
| 45         | 5         | Träume sterben zuerst | Dreams Die First             | 20. März 2017        | 1. Aug. 2017                          | Nestor Carbonell   | Erica Lipez & Kerry Ehrin     | 1,36 Mio.    |
| 46         | 6         | Marion                | Marion                       | 27. März 2017        | 1. Aug. 2017                          | Phil Abraham       | Carlton Cuse & Kerry Ehrin    | 1,30 Mio.    |
| 47         | 7         | Unzertrennlich        | Inseparable                  | 3. Apr. 2017         | 8. Aug. 2017                          | Steph Green        | Freddie Highmore              | 1,26 Mio.    |
| 48         | 8         | Leichenschau          | The Body                     | 10. Apr. 2017        | 8. Aug. 2017                          | Freddie Highmore   | Erica Lipez                   | 1,23 Mio.    |
| 49         | 9         | Zeit der Rache        | Visiting Hours               | 17. Apr. 2017        | 15. Aug. 2017                         | Olatunde Osunsanmi | Scott Kosar                   | 1,22 Mio.    |
| 50         | 10        | Ein unsichtbares Band | The Cord                     | 24. Apr. 2017        | 15. Aug. 2017                         | Tucker Gates       | Kerry Ehrin & Carlton Cuse    | 1,41 Mio.    |